# Els Plans de Sió
Els Plans de Sió è un comune spagnolo di 547 abitanti situato nella comunità autonoma della Catalogna.